# Veribubo semifuscus
Veribubo semifuscus är en tvåvingeart som först beskrevs av Engel 1936.  Veribubo semifuscus ingår i släktet Veribubo och familjen svävflugor. Inga underarter finns listade i Catalogue of Life.